# Список дипломатических миссий в Сомали

Карта дипломатических миссий в Сомали

В настоящее время в столице Сомали Могадишо открыто 12 посольств, группа посольств готовится к повторному открытию, большинство посольств в данный момент из-за сложной политической ситуации в стране расположены в соседних странах.

## Посольства в Могадишо
- Великобритания[1]
- Джибути[2]
- Иран[3]
- Йемен[4]
- Катар[5]
- Китай[6]
- Ливия[4]
- Государство Палестина[7][8][9]
- Судан[4]
- Турция[10]
- Уганда[11]
- Эфиопия[12]

## Бывшие посольства в Могадишо
Ныне закрытые Посольства
- Болгария
- Германия
- Италия
  - Специальная дипломатическая делегация, с резиденцией в Найроби. Техническая миссия в Могадишо в 2004 году[13]
- Кения[14]
- США
- СССР[15]
- Франция
- Чехословакия

## Вновь открывающиеся посольства
- Алжир[16]
- Египет[17]
- Италия[18]
- Ирак[16]
- Канада[19]
- Республика Корея[20]
- Кувейт[21]
- ОАЭ[22]
- США[23][24]
- Франция[16]
- Япония[16]

## Посольства не-резиденты в Сомали
Аддис-Абеба
- Болгария[25]
- Грузия[26]
- Индонезия[27]
- Камерун[28]
- Лесото[29]
- Мали[30]
- Португалия[31]
- Сенегал[32]
- Чехия[33]
- Южно-Африканская Республика[34]

Джибути
- Россия[35]

Дар-эс-Салам
- Вьетнам[36]

Каир
- Бразилия[37]
- Хорватия[38]

Найроби
- Австралия[39]
- Австрия[40]
- Аргентина[41]
- Бельгия[42]
- Германия[43]
- Дания[44]
- Индия[45]
- Италия[46]
- Испания[47]
- Канада[48]
- Колумбия[49]
- Кения[50]
- Республика Корея[51]
- Нидерланды[52]
- Норвегия[53]
- Польша[54]
- Словакия[55]
- США[56]
- Танзания[57][58]
- Украина[59]
- Финляндия[60]
- Франция[61]
- Швейцария[62]
- Швеция[63]
- Япония[64]

Нью-Йорк
- Мексика[65]
- Сербия[66]

Претория
- Ямайка[67]

Сана
- Малайзия[68]

Хартум
- Греция[69]
- Румыния[70]